# Antón Losada
Antón Losada Trabada (Jove, 12 de marzo de 1966) es un profesor, periodista, escritor y político español, ligado en el pasado al  Bloque Nacionalista Galego.

## Ámbito profesional
Doctor en Derecho por la Universidad de Santiago de Compostela, con una tesis sobre el impacto de la política pesquera en la consolidación institucional de la comunidad autónoma gallega, y profesor titular de Ciencia y Política del departamento de Sociología y Ciencia Política de la misma universidad desde 1998. Tiene un máster en gestión pública por la Universidad Autónoma de Barcelona.
Su figura pública es conocida, no obstante, gracias a sus tareas en el ámbito periodístico, participando en varios debates radiofónicos de la Cadena SER y escribiendo artículos en el diario electrónico eldiario.es, Xornal, La Opinión y El Periódico de Catalunya. A mediados de los años noventa logró su cargo de responsabilidad más alto, ocupando la dirección de Radio Voz en Madrid. También ha colaborado en varios programas de radio y televisión, entre los cuales destacan programas humorísticos como Unha de romanos y A familia Mudanza de Televisión de Galicia, la serie Composteláns, dirigida por Xosé Manuel Pereiro y fue presentador del programa Bule Bule, dirigido por Antón Reixa. 
También compuso letras de canciones de Siniestro Total y de Os Resentidos, así como una obra de teatro, Qué é das dependentas dos grandes almacéns ó faceren os cincuenta?, para la compañía Pífano.

## Ámbito político
Su primer contacto con la política se produjo mientras estudiaba en la Universidad de Santiago de Compostela, donde fue miembro de los Comités Abertos de Faculdade. A principios de los años 90 desarrolló las tareas de asesor puntual del consejero de Pesca, el popular Henrique López Veiga. A principios del siglo XXI volvió al ámbito nacionalista y, con el ascenso de Anxo Quintana como portavoz del BNG, se convirtió en militante del partido y empezó a trabajar con él en tareas de asesoría y comunicación política.
En 2005 fue nombrado secretario general de Vicepresidencia y de Relaciones Institucionales, siendo la mano derecha de Quintana en el organigrama de la Junta de Galicia. En aquel cargo la tensión con los medios fueron frecuentes, viéndose implicado en varias polémicas. El 6 de septiembre de 2007 dimitió por razones personales. Aun así, varios medios muy poco influenciados por partidos opuestos al bipartito expusieron que había sido una destitución encubierta, relacionando este cese con el tratamiento de la información política en TVG.

## Obra
- 2000, La política del mar: políticas públicas y autonomía. El caso de la pesca gallega, (Barcelona, Istmo, ISBN 9788470904301)
- 2013, Piratas de lo público (Barcelona, Deusto, ebook, ISBN 9788423417643)
- 2014, Código Mariano (Roca editorial de libros, ISBN 9788499189031)
- 2015, Los ricos vamos ganando (Barcelona, Deusto, ISBN 9788423420476)
- 2018, Constitución: la reforma inevitable. Monarquía, plurinacionalidad y otros escollos  (Roca editorial de libros, ebook ISBN 9788417541170, papel 9788417092757), con Javier Pérez Royo.